# Jack Ainscough
John "Jack" Ainscough là một cầu thủ bóng đá người Anh. Là một tiền vệ trung tâm, ông thi đấu ở Football League cho Blackpool. Ông đá 7 trận ở giải vô địch cho câu lạc bộ từ năm 1950 đến năm 1954.  Ông chuyển đến hàng xóm Fleetwood Town năm 1954, thi đấu với kỉ lục 421 trận cho câu lạc bộ trước khi giải nghệ năm 1966.